# Maratona aquática no Campeonato Mundial de Esportes Aquáticos de 2019 - 25 km feminino
Os 25 km da maratona aquática feminina é um dos eventos do Campeonato Mundial de Esportes Aquáticos de 2019 que foi realizado no dia 19 de julho de 2019 em Gwangju, na Coreia do Sul. 

## Medalhistas
| Ouro                    | Prata               | Bronze              |
| Ana Marcela Cunha (BRA) | Finnia Wunram (GER) | Lara Grangeon (FRA) |

## Resultados
A prova foi realizada no dia 19 de julho às 08:00. 
| Pos.              | Nadadora              | Nacionalidade  | Tempo     |
| ----------------- | --------------------- | -------------- | --------- |
| Medalha de ouro   | Ana Marcela Cunha     | Brasil         | 5:08:03.0 |
| Medalha de prata  | Finnia Wunram         | Alemanha       | 5:08:11.6 |
| Medalha de bronze | Lara Grangeon         | França         | 5:08:21.2 |
| 4                 | Lisa Pou              | França         | 5:08:28.4 |
| 5                 | Erica Sullivan        | Estados Unidos | 5:11:23.2 |
| 6                 | Anna Olasz            | Hungria        | 5:11:51.5 |
| 7                 | Arianna Bridi         | Itália         | 5:11:52.6 |
| 8                 | Onon Sömenek          | Hungria        | 5:11:54.7 |
| 9                 | Katy Campbell         | Estados Unidos | 5:11:59.6 |
| 10                | Samantha Arévalo      | Equador        | 5:12:22.1 |
| 11                | Sofia Kolesnikova     | Rússia         | 5:12:30.0 |
| 12                | Lea Boy               | Alemanha       | 5:12:40.6 |
| 13                | Barbara Pozzobon      | Itália         | 5:12:53.7 |
| 14                | Ren Luomeng           | China          | 5:32:13.1 |
| 15                | Lenka Štěrbová        | Chéquia        | 5:45:19.3 |
| 16                | Qu Fang               | China          | 5:59:12.3 |
| 17                | Angélica André        | Portugal       | DNF       |
| 17                | Anastasia Basalduk    | Rússia         | DNF       |
| 17                | Chelsea Gubecka       | Austrália      | DNF       |
| 17                | Karolína Balážiková   | Eslováquia     | DNF       |
| 17                | Sharon van Rouwendaal | Países Baixos  | DNS       |